# Kanadische Badmintonmeisterschaft 1929
Die Kanadische Badmintonmeisterschaft 1929 fand in Vancouver statt. Es war die achte Auflage der nationalen kanadischen Titelkämpfe im Badminton.

## Titelträger
| Disziplin    | Sieger                       |
| ------------ | ---------------------------- |
| Herreneinzel | Jack Purcell                 |
| Dameneinzel  | Esme F. Coke                 |
| Herrendoppel | Jack G. Muir Noel B. Radford |
| Damendoppel  | V. Milliner Eileen George    |
| Mixed        | Jack Underhill Eileen George |